# Waldemar Sondka
Waldemar Sondka (ur. 29 października 1955 w Łodzi) – duchowny rzymskokatolicki.

## Życiorys
Urodził się w 1955 w Łodzi, gdzie ukończył XV Liceum Ogólnokształcące, a następnie w latach 1974–1980 Wyższe Seminarium Duchowne, przyjmując święcenia kapłańskie 18 maja 1980 z rąk biskupa Józefa Rozwadowskiego. Następnie pracował w latach 1980–1982 jako wikariusz w parafii i duszpasterz młodzieży pracującej w Milejowie, W 1982 przeniósł się do Pabianic, gdzie do 1983 był wikariuszem w parafii i duszpasterzem akademickim. Od 1982 był również ratownikiem TOPR.
W latach 1983–1985 pracował jako wikariusz w parafii oraz duszpasterz młodzieży pracującej w Sulejowie, w latach 1985–1987 pełnił te same funkcje w Łasku. Od 1987 do 1994 był wikariuszem w parafii Wniebowzięcia Najświętszej Maryi Panny w Łodzi oraz duszpasterzem akademickim i młodzieży pracującej. W 1987 rozpoczął organizowanie Tygodni Kultury Chrześcijańskiej w Łodzi oraz utworzył Teatr Logos, którego został dyrektorem. W 1993 został rektorem kościoła środowisk twórczych w Łodzi pw. Niepokalanego Poczęcia Najświętszej Maryi Panny oraz duszpasterzem środowisk twórczych archidiecezji łódzkiej. W latach 1995–1998 był członkiem rady programowej TVP w Łodzi, a od 1997 pełni funkcję dyrektora Festiwalu Kultury Chrześcijańskiej, w tym samym roku został kanonikiem, w 2002 kanonikiem honorowym Archikatedralnej Kapituły Łódzkiej, a w prałatem – kapelanem Jego Świątobliwości Benedykta XVI 2010.
Sondka publikuje artykuły związane z teatrem, kulturą i sztuką sakralną.
W 2013 wystąpił w odcinku 29 serialu Komisarz Alex.

## Odznaczenia
- Odznaka „Za Zasługi dla Miasta Łodzi” (1997)[5]
- Medal honorowy Wojewody Łódzkiego (1998)
- Srebrny Medal „Zasłużony Kulturze Gloria Artis” (2007)[6]
- Złoty Krzyż Archidiecezji Łódzkiej „Zasłużony dla Kościoła Łódzkiego” (2007, wraz z Teatrem Logos)
- Medal Pro Publico Bono im. Sabiny Nowickiej (2007)[7]
- Srebrny Krzyż Zasługi (2009)
- Medal Dobroczyńcy Roku Rotary Klub Łódź (2012)[3]

## Nagrody
- Nagroda Ministra Kultury i Sztuki (1992)
- Nagroda Prezydenta Miasta Łodzi (2000, 2002, 2007)
- Pierścień Mędrców Betlejemskich (2004)
- Nagroda Totus Tuus (2007) nominacja w kategorii „Osiągnięcia w dziedzinie kultury chrześcijańskiej”
- Profesjonalny Menedżer Województwa Łódzkiego w kategorii sektor publiczny (2008)
- Energia Kultury – Człowiek Kultury (2013)
- Nagroda Grohmana w kategorii Ważne dla Łodzi (2016), przyznawana przez ŁSSE
- Nadzwyczajna „Złota Maska” (2017) za konsekwentne, przy udziale repertuaru na niezmiennie wysokim poziomie artystycznym i intelektualnym, budowanie od 30 lat marki Teatru Logos w Łodzi[3]
- Nagroda Miasta Łodzi (2023)[8]